# Злате
Злате (словац. Zlaté) — село в Словаччині, Бардіївському окрузі Пряшівського краю. Розташоване в північно-східній частині Словаччини, у північно-західній частині Низьких Бескидів в долині Златського потока, притоки Топлі.
Вперше згадується у 1355 році.
В селі є римо-католицький костел з 1834 року, збудований в стилі класицизму та протестантський костел з 1959 року.

## Населення
| Рік:            | 1994. | 2004.   | 2014.  | 2024.   |
| --------------- | ----- | ------- | ------ | ------- |
| Кількість осіб: | 724   | 750     | 756    | 771     |
| Різниця:        |       | +3,59 % | +0,8 % | +1,98 % |

| Рік:            | 2023. | 2024.   |
| --------------- | ----- | ------- |
| Кількість осіб: | 760   | 771     |
| Різниця:        |       | +1,44 % |

В селі проживає 766 осіб.
Національний склад населення (за даними останнього перепису населення — 2001 року):
- словаки — 98,78%
- русини — 0,54%
- українці — 0,27%
- чехи — 0,14%

Склад населення за приналежністю до релігії станом на 2001 рік:
- протестанти — 76,19%,
- римо-католики — 20,95%,
- греко-католики — 2,18%,
- православні — 0,27%,
- не вважають себе віруючими або не належать до жодної вищезгаданої церкви — 0,41%